# Disk Masher System
Das Disk Masher System war eine auf dem Amiga verwendete Methode, um ein komprimiertes Abbild einer Diskette zu erstellen. Die Disketten wurden blockweise eingelesen, dabei wurde deren Datenstruktur beibehalten. Das DMS fand vor allem in den Bereichen der Demoszene und der Warez-Szene großen Anklang, da sich mit diesem System Diskettenabbilder leicht in Mailbox-Netzwerken oder generell per DFÜ verteilen ließen.